# 14e armée (États-Unis)
Pour les articles homonymes, voir 14e armée.
La 14e armée des États-Unis (anglais : Fourteenth United States Army) est une armée fictive créée dans le cadre de l'opération Opération Quicksilver dans un but de diversion.

## Historique
Intégrée au Premier groupe d'armées des États-Unis, la 14e armée est placé sous le commandement de John P. Lucas.